# セインツ.25
セインツ.25（セインツドットにじゅうご、SAINTS.25）は、山梨県甲府市に建つ複合ビルディングである。高さ94.0mで、山梨県で一番高いビル。

## 概要
1990年以降、地方都市において市街地空洞化が進み、山梨県も都市回帰を目指し中高層マンションの誘致を積極的に行なっていた。これに応じて、県内の不動産会社三建ハウスは1999年、甲府駅北口に高層マンション、セインツタワー（18階建、高さ60m）を竣工させ、供用した。しかしその後、穴吹工務店やダイア建設といった中堅大手マンションデベロッパーの進出により苦戦した。甲府駅南口付近にあるパセオの場所に複合高層ビルディング、ココリ建設構想が表面化すると、2005年に山梨文化会館の東側に複合ビルディングとして当ビルを建設した。

## フロア構成
- 店舗フロア:1階（行政書士事務所が入居）
- オフィスフロア:2階～3階（2階に家庭教師のトライが入居[1]）
- 分譲マンションフロア:4階～25階

## 補足
- 山梨県内で一番高い高層建築物（高さ94.0m）である。当ビルが竣工するまで山梨県内で一番高かった高層建築物は昭和町にあるアピオ甲府タワー館（13階建、高さ70m）であった。なお、岡島百貨店跡地に建設されるマンションが高さ98m（28階建）を予定しており、計画通り竣工すればセインツ.25は山梨県内で一番高い高層建築物ではなくなる[2]。
- 甲府駅北口整備事業整備区画外にあるため、同事業の対象外である。
- デベロッパーの三建ハウスは2011年（平成23年）5月に破産し清算したため、現在は施工主であったフジタの子会社「フジタビルメンテナンス」が管理を行なっている。

## 画像

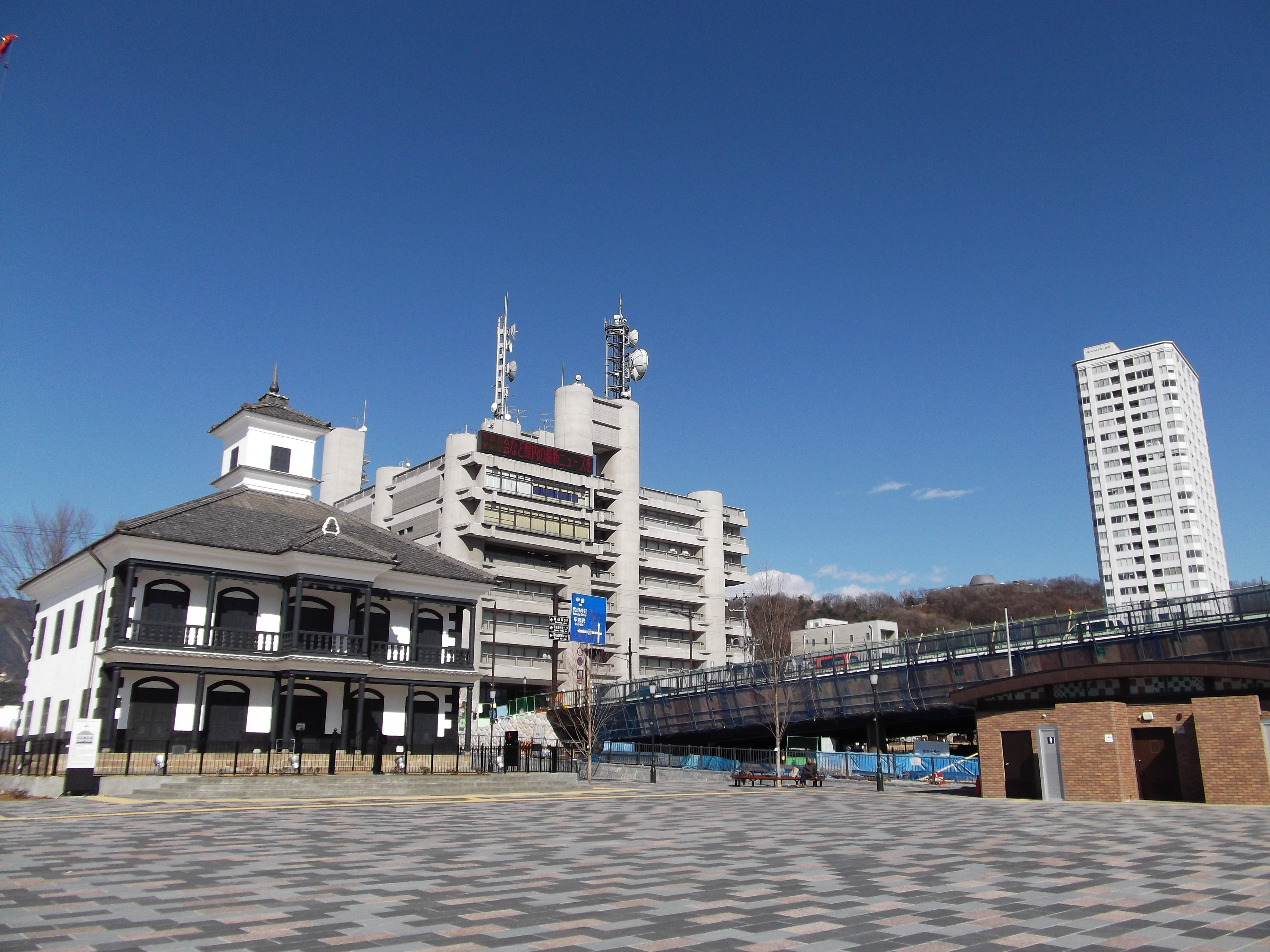
甲府駅北口広場からセインツ.25（右端）を望む。
甲府城山手御門の写真を撮ると、セインツ.25も写り込む。
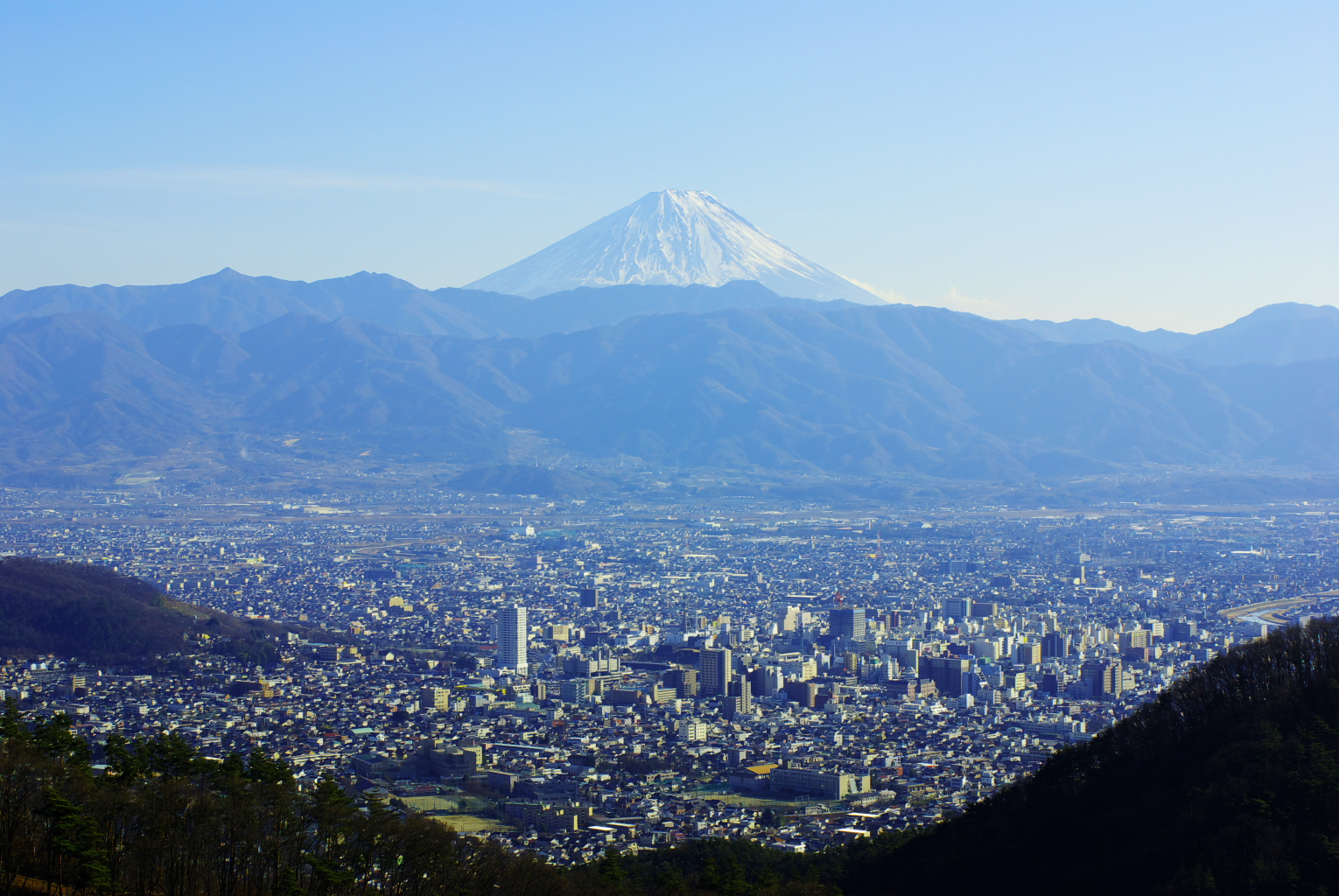
甲府市街とセインツ.25（中央やや左下）。背後に富士山。（2010年1月）